# 大同纯阳宫
40°05′26″N 113°17′37″E / 40.09056°N 113.29361°E
大同纯阳宫位于中国山西省大同市城区南街街道鼓楼西街，又称吕祖庙、吕祖观，是一座道教宫观，供奉道教八仙之一、全真派祖师吕洞宾，位于山西省大同市平城区古城街道老城闹市中心的鼓楼西街路北，鼓楼西侧仅100米。2011年10月24日被列为大同市文物保护单位，2016年6月6日列入第五批山西省文物保护单位。
大同纯阳宫是山西三大纯阳宫的“北宫”（芮城永乐宫为“南宫”，太原纯阳宫为“中宫”），据传系金末元初恒山道士、西京道宫长刘道宁创建。明、清两代均有扩建。1966年文革期间，纯阳宫建筑被毁，庙址又被占为他用。1999年，庙产由道教部门收回，并逐步修复。有宫门（三路五楼牌楼）、龙虎殿、钟鼓楼、吕祖殿，包括70余间殿堂，前后共三进，其中中轴线上建有山门、灵官殿、祖师殿、献殿、三清殿。其中祖师殿是大同纯阳宫最大的建筑，绿色琉璃瓦顶。

## 圖集
- 灵官殿
- 祖师殿
- 献殿